# Beautiful (canción de Bazzi)
«Beautiful» es una canción del cantante libanés Bazzi. La canción fue lanzada inicialmente como un sencillo digital en Europa y en Estados Unidos el 2 de julio de 2017. La canción se presentó más tarde como la pista número 14 en su álbum Cosmic, que fue lanzado el 12 e abril de 2018
La versión en dúo fue lanzada el 2 de agosto de 2018, junto a la cantante cubanomexicana Camila Cabello, y se lanzó como el segundo sencillo de radio del álbum Cosmic.

## Lista de canciones
| Descarga digital |                                  |          |  |
| N.º              | Título                           | Duración |  |
| 1.               | «Beautiful» (con Camila Cabello) | 3:00     |  |

| Streaming – Remixes |                                                                              |          |  |
| N.º                 | Título                                                                       | Duración |  |
| 1.                  | «Beautiful [Bazzi vs. Hook N' Sling's Spectrums Remix]» (con Camila Cabello) | 2:51     |  |
| 2.                  | «Beautiful [Bazzi vs. Pastel Remix]» (con Camila Cabello)                    | 2:54     |  |
| 3.                  | «Beautiful [Bazzi vs. EDX Remix]» (con Camila Cabello)                       | 3:07     |  |
| 4.                  | «Beautiful [Bazzi vs. Jerome Price Remix]» (con Camila Cabello)              | 3:26     |  |

## Posicionamiento en listas
| Listas (2018)                          | Mejor posición |
| -------------------------------------- | -------------- |
| Australia (ARIA)                       | 15             |
| Alemania (Media Control AG)            | 79             |
| Irlanda (IRMA)                         | 19             |
| Líbano (Lebanese Top 20)               | 9              |
| Malasia (RIM)                          | 3              |
| Nueva Zelanda (Recorded Music NZ)      | 24             |
| Noruega (VG-lista)                     | 18             |
| Escocia (Scottish Singles Sales Chart) | 57             |
| Grecia (IFPI)                          | 24             |
| Rumania (Airplay 100)                  | 36             |
| Singapur (RIAS)                        | 5              |
| Suecia (Sverigetopplistan)             | 60             |

## Certificaciones
| Región | Certificaci | Unidades certificadas/ventas |
| --- | ----------- | ---------------------------- |
| Australia (ARIA) | Oro         | 35 000^                      |
| Canadá (Music Canada) | Platino     | 80 000^                      |
| Nueva Zelanda (RMNZ) | Oro         | 15 000*                      |
| Estados Unidos (RIAA) | Oro         | 500 000                      |
| *cifras de ventas basadas en la certificación ^cifras de envíos basadas en la certificación cifras de ventas y reproducciones basadas en la certificación |             |                              |

## Lanzamiento
| Región | Fecha               | Formato                      | Versión                    | Sello discográfico     | Ref.   |
| ------ | ------------------- | ---------------------------- | -------------------------- | ---------------------- | ------ |
| Varios | 2 de julio de 2017  | Descarga digital y streaming | Versión del álbum          | Iamcosmic              | [ 18 ] |
| Varios | 2 de agosto de 2018 | Descarga digital y streaming | Versión con Camila Cabello | Iamcosmic, Epic y Syco | [ 19 ] |